# Oliver Bunzenthal
Oliver Bunzenthal (* 15. November 1972 in Fulda) ist ein deutscher Fußballtrainer und ehemaliger -spieler.

## Spielerkarriere
Bunzenthal kam 1990 als 17-Jähriger von Borussia Fulda zum Bundesligaverein Eintracht Frankfurt und spielte dort bis 1997. Insgesamt kam er auf zwölf Bundesligaeinsätze und fünf Spiele in der 2. Bundesliga. 1998 wechselte der Mittelfeldspieler zum SV Wehen, bei dem er bis 2004 unter Vertrag stand und 120 Spiele in der Regionalliga absolvierte, in denen er neun Tore erzielte. Von 2004 bis 2006 ließ Bunzenthal beim Hünfelder SV seine Spielerkarriere ausklingen.

## Trainerkarriere
Seit seinem Karriereende als Spieler arbeitet Bunzenthal als Trainer, von 2006 bis 2013 beim Hünfelder SV und von Juli 2013 bis Oktober 2015 bei Borussia Fulda.